# Cortyta dallonii
Cortyta dallonii là một loài bướm đêm trong họ Erebidae.